# Азовка (притока Дону)
Азовка (застар. Скопинка) — річка в Ростовській області Росії, ліва притока Дону. Довжина 11 км Частково протікає по місту Азов.
Річка Азовка в нижній течії судноплавна для маломірних суден. Місцевий яхт-клуб влаштовує на річці регати.

## Течія

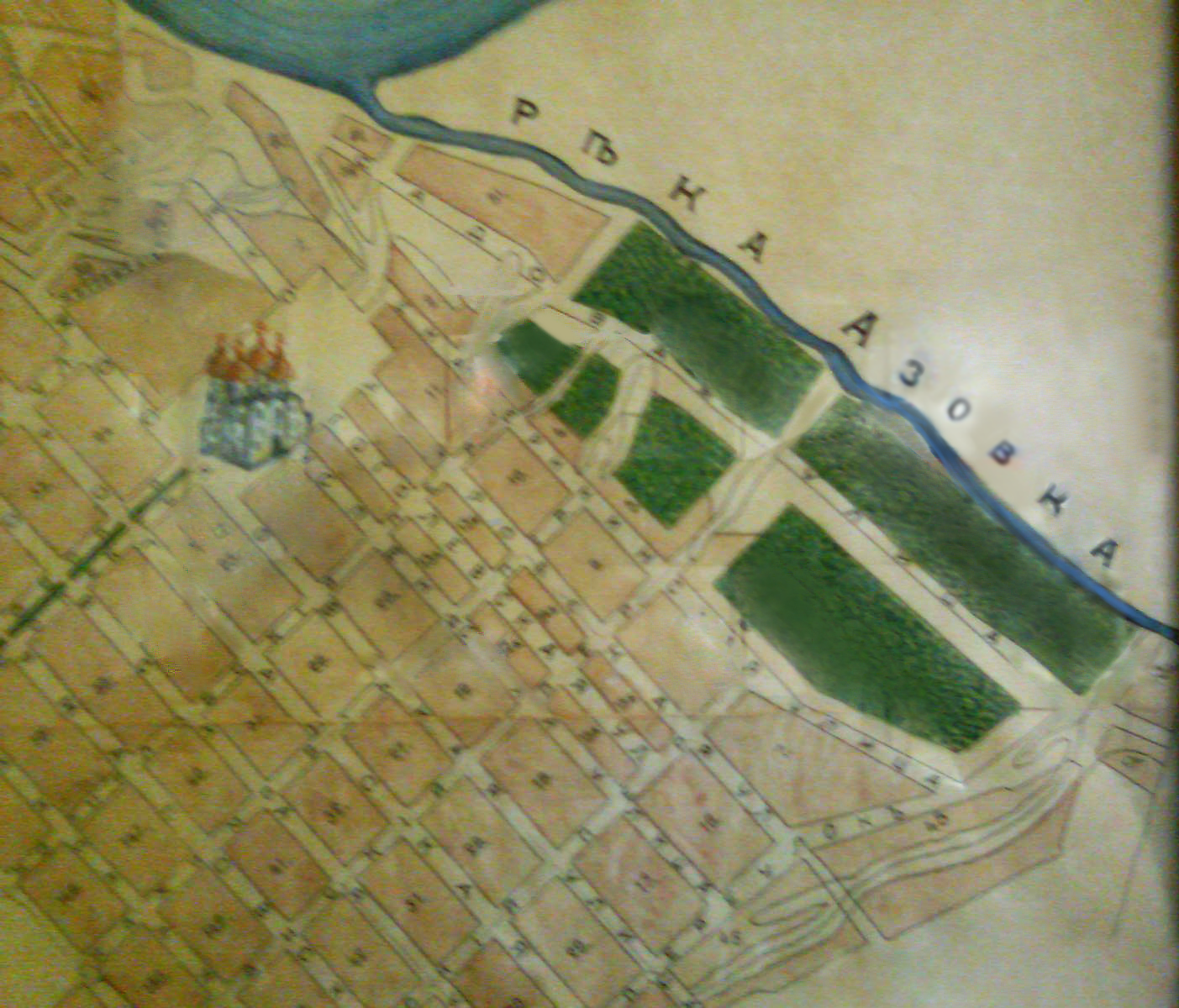
Напис Рѣка Азовка на старому плані Азова

Річка бере початок з північної околиці невеликого квадратного ставка розміром 376/319 м, розташованого на західній околиці села Кулешовка. Ставок підживлюється кількома зрошувальними каналами, що в свою чергу, беруть початок з Азовського розподільчого каналу. На південному березі цього ставка розташований нині закритий Азовський комбінат дитячого харчування. Спочатку річка тече на північ. Поблизу витоку перетинається з автодорогою Ростов-на-Дону—Азов. Виходячи з Кулешовки підживлюється праворуч водами озера-болота Лебединого, раніше який був витоком Азовки. Після тече вздовж риборозплідних ставків у штучно спрямованому і каналізованому руслі. Після злиття з водами озера Лебединого повертає на захід. Протікає на північ від хутора Новоолександрівка (найменша відстань між річкою і хутором — 158 м). Тут на річці споруджена гребля. Після повертає на північний захід, а ще нижче на північ, огинаючи західний з ставків. Тут у річку впадають праворуч два канали. Через 600 м нижче за течією річка залишає штучне русло, і решту 5,1 км тече у природному руслі. Ще через 985 м приймає ліву притоку. Далі на річці ряд руслових островів. Через 1,2 км від гирла попередньої лівої притоки, знову приймає ліву притоку. Ще нижче 824 м підходить до Азова впритул. З цього моменту і до свого гирла (через 2,2 км), Азовка є його північно-східною межею. Тут на лівому (міському) березі річки розташований човновий кооператив «Нептун», навпроти якого річка приймає праву притоку. Трохи нижче від річки праворуч відходить канал Азовка—Дон. Через 624 м після витоку каналу від річки праворуч відходить єрик, також впадає в Дон. Ще трохи нижче через річку перекинуто автомобільний Коллонтаєвський міст, провідний на правобережжі Азовки. Перед гирлом через річку перекинуто підвісний міст, що веде до пляжів на Дону (міський пляж) і Азовці. Міст знаходиться в незадовільному стані. Впадає в річку Дон з лівої сторони, 17,3 км від її гирла, навпроти Зеленого острова, поблизу судноверфі на висоті — 0,4 метра.

Річка протікає по території Азовського району Ростовської області, а також по території міського округу «Азов».

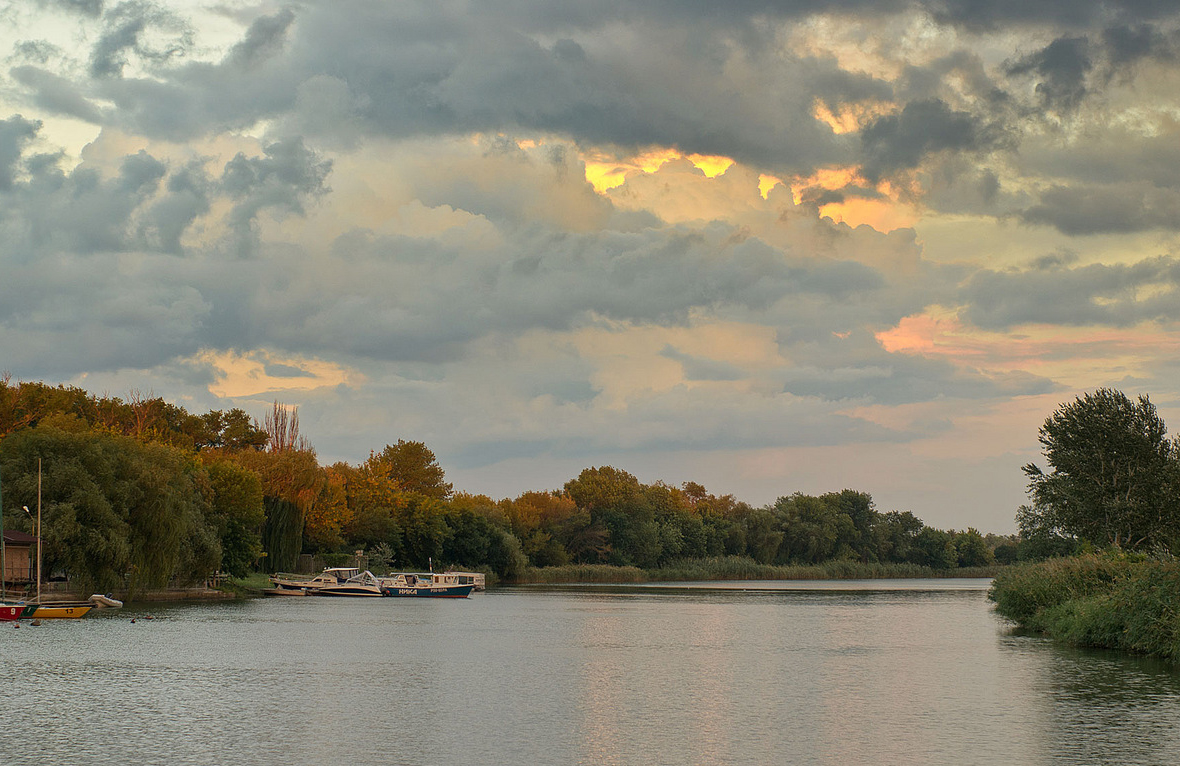
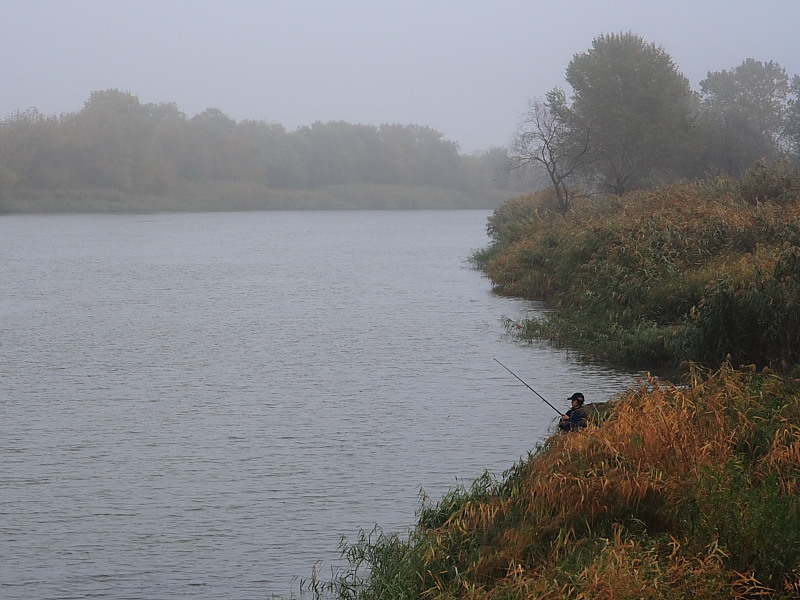

## Водний режим
Річка тісно пов'язана з заплавою Дону, так як практично на всьому протязі протікає по ній. Річку з Доном пов'язують численні канали і єрики, і режим річки залежить від режиму Дону. Річка має малий ухил і маленьку швидкість течії. У пониззі в річку заходить донська вода і вона розширюється (найбільша ширина — 102 м, біля пляжу). Взимку замерзає (не завжди).

## Екологія
У Азовки є свої екологічні проблеми. Приватний сектор, розташований в мікрорайоні Азова Красногорівці, не має централізованої каналізації. Стоки скидаються в Азовку. Тим не менш на річці є пляж, де купаються жителі міста Азова.

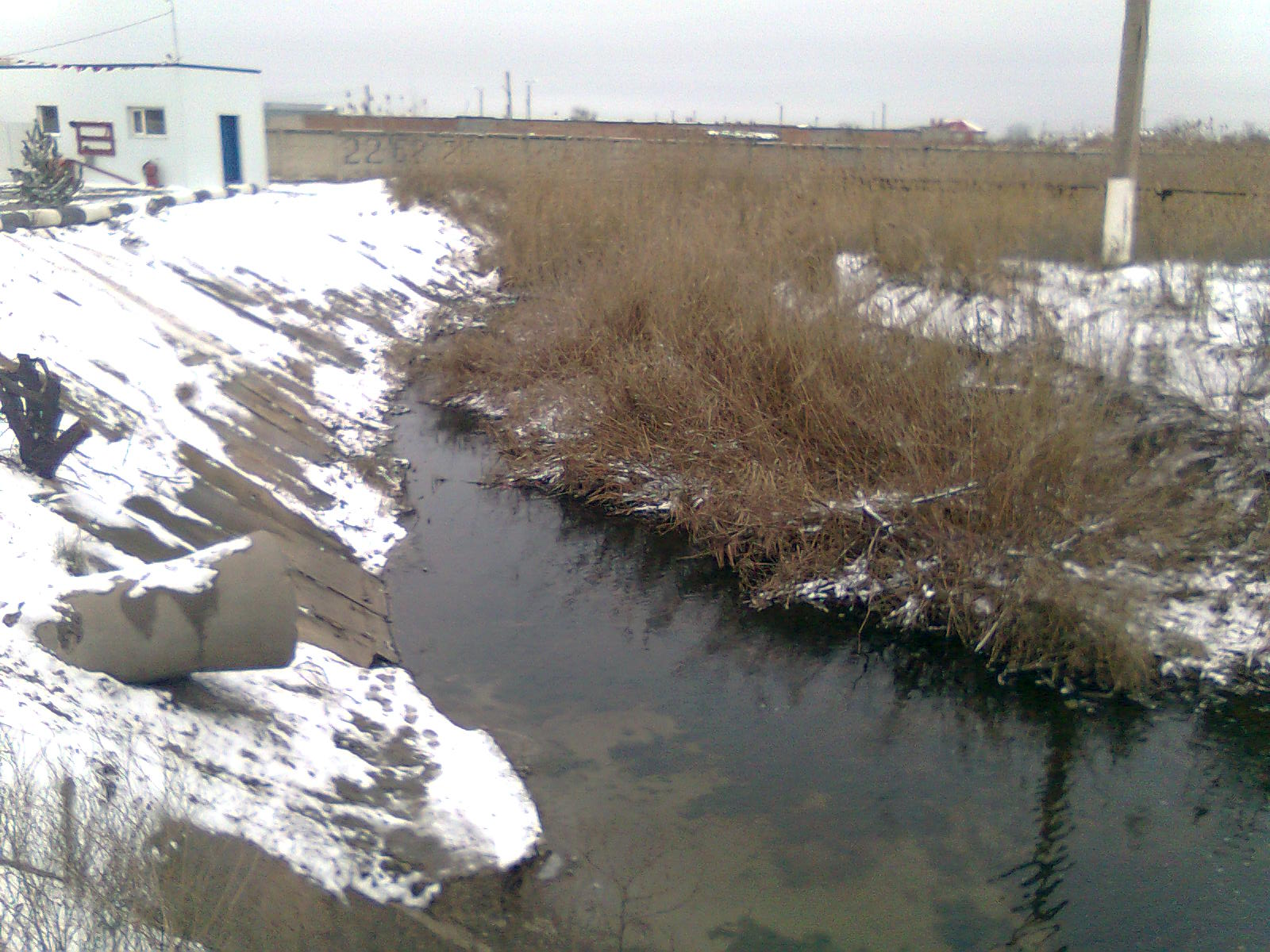
Біля витоку

## Жива природа
В річці мешкають риби родини коропових (краснопірка, лящ, сазан, срібний карась («карабас», «гібрид»), тараня, верховодка («селявка»)), а також бичок, окунь, ласкир і щука (рідко). Крім того у річці живуть раки.

## Азовка в літературі
Про Азовку існує вірш З. Баєвої «Азовка»:
Где разливы Дона бродят ловко,
Где над ними пляшут облака, 
Речка начинается Азовка 
С чистого, как небо, ручейка 
…